# 마그나복스 오디세이
마그나복스 오디세이(Magnavox Odyssey)는 마그나복스사에서 발매한 세계 최초의 가정용 게임기로 1972년 5월 시연되었으며 같은 해 10월에 발매되었다. 하드웨어는 샌더스 어소시에이츠의 랠프 H. 베어가 이끄는 소규모 팀에 의해 설계되었으며 마그나복스는 개발을 완료하여 1972년 9월 미국에서 출시했고 다음 해 해외에 출시했다. 오디세이는 텔레비전 세트에 연결되는 흰색, 검정색, 갈색 상자와 전선으로 연결된 두 개의 직사각형 컨트롤러로 구성된다. 3개의 정사각형 점과 다양한 높이의 한 줄을 흑백 흑백으로 화면에 표시할 수 있으며, 플레이하는 게임에 따라 점의 동작이 다르다. 플레이어는 각 게임에 대한 추가 시각적 요소를 표시하기 위해 화면에 플라스틱 오버레이를 배치하고, 각 게임마다 한두 명의 플레이어가 게임에 지정된 규칙에 따라 컨트롤러의 손잡이와 버튼을 사용하여 점을 제어한다. 콘솔은 오디오나 트랙 점수를 생성할 수 없다. 오디세이 콘솔은 게임과 함께 제공되는 주사위, 지폐 및 기타 보드 게임 도구와 함께 패키지로 제공되었으며, 최초의 비디오 게임 라이트건인 주변 장치 컨트롤러는 별도로 판매되었다.
비디오 게임 콘솔에 대한 아이디어는 1966년 8월 베어에 의해 고안되었다. 그 후 3년 동안 그는 빌 해리슨 및 빌 러시와 함께 7개의 연속 프로토타입 콘솔을 만들었다. 브라운 박스로 알려진 일곱 번째 제품은 마그나복스가 1971년 1월에 생산하기로 합의하기 전에 여러 제조업체에 공개되었다. 대리점을 통해 콘솔을 출시한 후 마그나복스는 첫해에 69,000대, 콘솔이 단종될 때까지 350,000대를 판매했다. 이 콘솔은 전용 콘솔인 오디세이 시리즈와 1978년 마그나복스 오디세이 2를 탄생시켰다. 시스템용으로 제작된 28개 게임 중 하나인 탁구 게임은 아타리의 성공적인 1972년 퐁 아케이드 게임에 영감을 주었고 오디세이의 판매를 촉진한다. 판사가 "비디오 게임 아트의 선구적인 특허"라고 명명한 것을 포함하여 시스템과 게임에 대한 베어와 다른 개발자의 특허는 20년에 걸친 일련의 소송의 기초를 형성했으며 샌더스와 마그나복스는 1억 달러를 거둬들였다. 오디세이의 출시는 1세대 비디오 게임 콘솔의 시작을 의미하며 상업용 비디오 게임 산업 성장의 초기 부분이었다.

## 역사

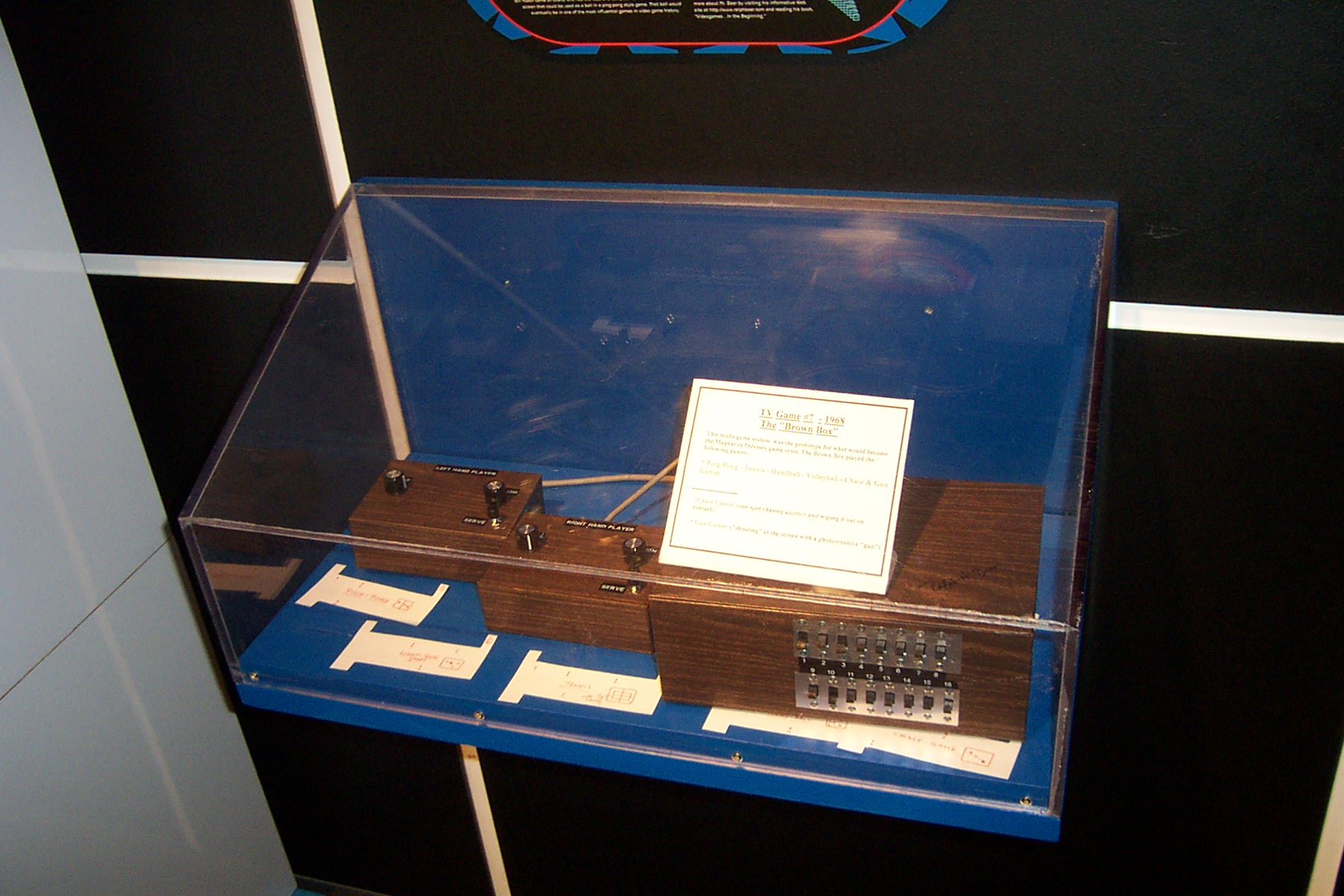
시제품인 브라운 박스의 모습

오디세이는 랠프 베어가 설계했다. 원래 군수품 업체의 엔지니어로 TV와 라디오를 설계했던 베어는 TV에 기계 장치를 달아 프로그램을 보는 것 외에 게임 시스템을 만들면 어떨까 하는 생각을 하였고 그렇게해서 만든 첫 시제품은 1968년 Brown Box(브라운 박스, 갈색 상자)이다. 브라운 박스는 워싱턴 D.C.의 스미스소니언 박물관에 전시되었으며, 현재도 전시되어 있다. 이 프로토 타입이 TV 제작 업체였던 마그나복스 사에서 상용화를 하게 된 것이 오디세이이다.
1972년 10월 발매된 마그나복스 오디세이는 약 100달러 정도의 고가로 판매되었으며, 마그나복스의 대리점에서만 파는 소극적인 마케팅으로 고객들은 마그나복스의 텔레비전에서만 작동된다고 생각했다. 이것은 나중에 아타리가 가정용 퐁 박스에 흑백이나 컬러 어떤 텔레비전에서도 동작한다고 표기하게 만든 계기가 된다. 워낙의 소극적인 마케팅 때문에 33만 대 정도의 저조한 판매량을 보였다.
마그나복스는 1975년 생산 종료되었지만 아타리와 콜레코, 액티비전 등과 같은 회사들에게 특허 소송을 걸어 승소하였다. 1985년 닌텐도는 마그나복스의 특허 무효를 주장하며 소송을 했지만 패소하고 로열티를 물게 되었다.

## 세부 사항

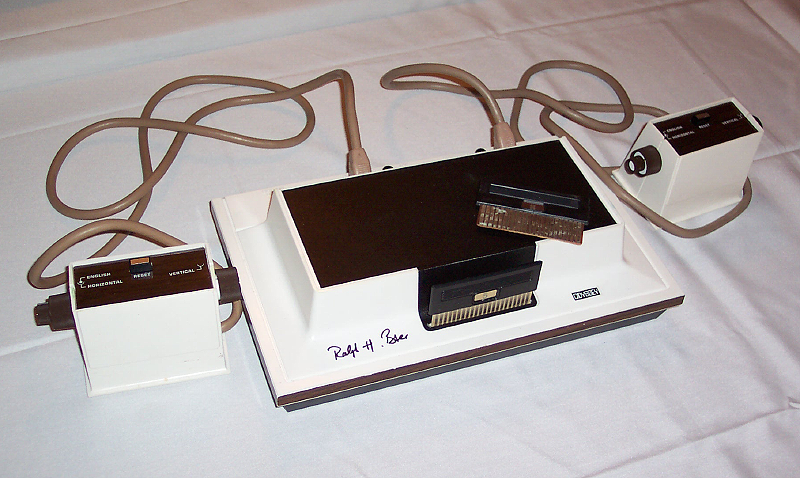
마그나복스 오디세이의 본체와 컨트롤러, 게임 카드

마그나복스 오디세이의 본체는 CPU가 없이 순수한 아날로그 회로로 40개의 트랜지스터와 40개의 다이오드, 콘덴서, 저항기등으로 구성되었으며 슬롯에 게임 카드를 바꿔 끼는 것으로 여러 가지 게임을 할 수 있었다. 게임 카드는 부품이 전혀없는 슬롯의 핀들을 연결해주는 점퍼만이 달린 카드로 본체 내부에 내장된 회로들을 이어 다른 작동을 하게 만든다.
2개의 콘트롤러는 각각 리셋 스위치와 2개의 패들로 상하좌우로 조정할 수 있었다. 부속품으로 소총 형태의 광선총도 지원하였다.
게임 카드를 꽃으면 바로 게임이 작동되며, 그래픽은 텔레비전에 3개의 흰색 사각형 오브젝트와 중앙선을 표시할 수 있는데 이 오브젝트는 게임에서 플레이어 1,2와 볼로 사용된다. 게임 카드의 종류에 따라 오브젝트의 수가 달라지며, 볼의 특성도 바뀌게 된다.
표시 능력이 흰색의 사각형뿐이기 때문에 오버레이(Overlay)라는 게임의 배경역할을 하는 투명한 셀로판지를 텔레비전에 붙여 게임하는데 사용하였다. 점수 계산도 플레이어가 직접 해야하며 그외에 게임에 쓰는 실제 소품으로 게임 머니나 게입 칩, 기타 게임 레이아웃 보드가 함께 사용되었다.

## 오디세이의 게임 목록
마그나복스는 12개의 게임 카드에 지원되는 27개의 게임을 선 보였다.
오디세이에서 지원했던 게임의 목록은 아래와 같다. 목록은 게임에 필요한 게임 카드를 기준으로 나열하였다.
| 게임 카드 번호 | 게임                                                      |
| -------------- | --------------------------------------------------------- |
| 1              | 탁구                                                      |
| 2              | 스키, Fun Zoo, Percepts, Simon Says                       |
| 3              | 테니스, 아날로직, 야구, 하키, 축구, 미식 축구, Brain Wave |
| 4              | 쥐와 고양이, 미식 축구, 유령의 집, 침략, Win              |
| 5              | 잠수함, 침략, 축구, Wipeout                               |
| 6              | 룰렛, States, 침략                                        |
| 7              | 배구                                                      |
| 8              | 농구, 핸드볼                                              |
| 9              | 공중전, Shootout, Prehistoric Safari                      |
| 10             | Shooting Gallery                                          |
| 11             | 농구 (원래 계획이었으나 나중에 취소되었다.)               |
| 12             | Interplanetary Voyage                                     |